# Tolochenaz
Pronunciação
Tolochenaz é uma comuna suíça no cantão de Vaud, localizado no distrito de Morges.

## Pré-história
Os complexos funerários descobertos na borda do cascalho de La Caroline, ao sul de Tolochenaz, produziram túmulos que atestam uma ocupação quase contínua entre o Neolítico (segunda metade do V milénio a.C.) e o período romano (século II d.C.). Antes da ampliação da saibreira, os pesquisadores conseguiram escavar cerca de 200 estruturas e tumbas, algumas com troncos ocos cobertos de lajes e depositadas em grandes fossos para caixões.

## Localização
Tolochenaz está localizada no sul do cantão de Vaud, entre Morges e Saint-Prex. A aldeia ocupa um pedaço de terra na borda do Lago Léman. O território tolochinês é geralmente plano, mas inclinado em direção ao lago. A foz do Boiron de Morges, um rio que passa, forma ali uma praia. Este mesmo rio determina uma grande parte da fronteira da comuna com Saint-Prex.

## Personalidades

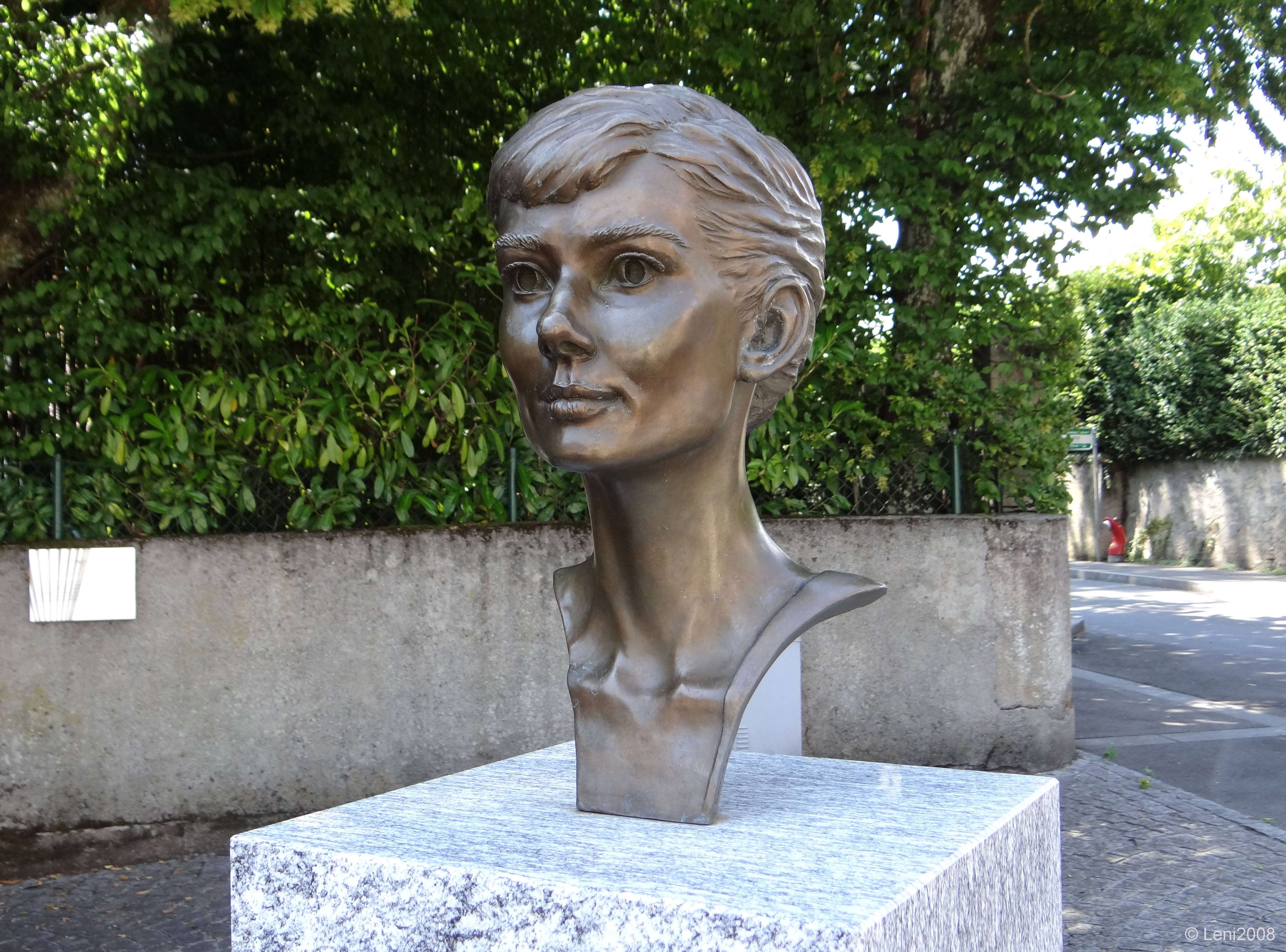
Monumento em honra a Audrey Hepburn na sua residência em Tolochenaz.

No antigo centro da aldeia, algumas casas de campo dos séculos XVIII e XIX são preservadas. A vila Riond-Bosson, construída em 1882 em estilo veneziano, foi a residência do pianista e estadista polonês Ignacy Jan Paderewski. Uma das cidadãs mais famosas foi Audrey Hepburn, atriz e embaixadora da boa vontade da UNICEF, que viveu em sua propriedade "La Paisible" durante trinta anos, de 1963 até sua morte em 1993; o seu túmulo encontra-se no cemitério local. Outro residente de destaque foi o tenor sueco Nicolai Gedda (1925–2017).
Vários edifícios de arquitetura moderna estão representados na grande zona comercial, incluindo a sede da Medtronic para a Europa, Mercado Emergente e Canadá.